# Богма, Григорий Николаевич
Григорий Николаевич Богма (14 августа 1920, Мингрельская, Кубано-Черноморская область — 30 января 2002, Краснодар) — бригадир рисоводческой бригады колхоза «Звезда», Герой Социалистического Труда.

## Биография
Родился в станице Мингрельская (ныне — Абинского района Краснодарского края). После окончания школы и механизаторских курсов (1936) работал трактористом (от МТС) в колхозе «Победа».
В 1940 году призван в РККА. На фронте с первых дней войны. Окончил командирские курсы, командовал огневым взводом 912-го полка 243-й особой дивизии резерва Верховного Главнокомандования на Южном и Юго-Западном фронтах. Награждён орденом Красной Звезды, медалями «За отвагу», «За победу над Германией».
В 1944 году демобилизован после ранения, вернулся в свою станицу. Несколько лет работал в школе учителем начальной военной подготовки. Затем — в машинно-тракторной станции.
В 1948 г. избран председателем колхоза «1 Мая» (хутор Первомайский). Через два года снова работал в колхозе «Победа» (позднее, после очередной реорганизации, назывался «Звезда») — агрономом и бригадиром огороднической бригады.
С 1960-х гг. бригадир рисоводческой бригады. В 1973 г . его бригада № 3 собрала с гектара 60 ц риса, 37 ц . озимых зерновых, 40 ц кукурузы.
За большие успехи, достигнутые во Всесоюзном социалистическом соревновании, и проявленную трудовую доблесть в выполнении принятых обязательств по увеличению производства и продажи государству зерна и других продуктов земледелия удостоен звания Героя Социалистического Труда указом Президиума Верховного Совета СССР от 7 декабря 1973 года.
Награждён медалью «За доблестный труд» (1970), орденом Октябрьской Революции (1971).
С 1977 г. на пенсии. С 1990 г. жил в Краснодаре.
Умер 30 января 2002 года, похоронен на кладбище в станице Мингрельской.

## Семья
Жена Наталья Поликарповна, до пенсии проработала в колхозе, умерла в 2000 г.
- три дочери: Валентина (р. 1945), Любовь (1957—?), Александра (р. 1960). Валентина и Александра живут в Краснодаре. Валентина работала в райисполкоме, Александра в ЖКХ Прикубанского района — на г. Краснодара.